# فرودگاه گنگ رنچ
فرودگاه گنگ رنچ (به انگلیسی: Gang Ranch Airport) یک فرودگاه همگانی است که یک باند فرود شن دارد و طول باند آن ۵۴۹ متر است. این فرودگاه در کشور کانادا قرار دارد و در ارتفاع ۶۵۵ متری از سطح دریا واقع شده‌است.